# 크리스 서턴
크리스토퍼 로이 서턴(영어: Christopher Roy Sutton, 1973년 3월 10일 ~ )은 잉글랜드의 은퇴한 축구 선수로, 현역 시절 포지션은 스트라이커였다.